# Élections législatives de 1967 dans la Mayenne
Les élections législatives françaises de 1967 se déroulent les 5 et 12 mars 1967.  Dans le département de la Mayenne, trois députés sont à élire dans le cadre de trois circonscriptions.

## Élus
| Circonscription | Député sortant | Parti | Parti | Député élu ou réélu | Parti | Parti |
| --------------- | -------------- | ----- | ----- | ------------------- | ----- | ----- |
| 1re             | André Davoust  |       | MRP   | Pierre Buron        |       | UD-Ve |
| 2e              | Louis Fourmond |       | MRP   | Louis Fourmond      |       | CD    |
| 3e              | Bertrand Denis |       | RI    | Bertrand Denis      |       | RI    |

## Résultats

### Résultats à l'échelle du département
| Parti          | Parti                                           | Premier tour | Premier tour | Second tour | Second tour | Sièges |
| Parti          | Parti                                           | Voix         | %            | Voix        | %           | Sièges |
| -------------- | ----------------------------------------------- | ------------ | ------------ | ----------- | ----------- | ------ |
|                | Union des démocrates pour la Ve République      | 27 020       | 21,62        | 33 444      | 40,53       | 1      |
|                | Républicains indépendants                       | 23 454       | 18,77        |             |             | 1      |
|                | Modérés                                         | 6 133        | 4,91         | Retrait     | Retrait     | 0      |
|                | Divers droite (gaulliste)                       | 1 967        | 1,57         |             |             | 0      |
|                | Union des républicains de progrès               | 58 574       | 46,87        | 33 444      | 40,53       | 2      |
|                |                                                 |              |              |             |             |        |
|                | Convention des institutions républicaines       | 8 193        | 6,56         | 9 960       | 12,07       | 0      |
|                | Fédération de la gauche démocrate et socialiste | 8 193        | 6,56         | 9 960       | 12,07       | 0      |
|                |                                                 |              |              |             |             |        |
|                | Progrès et démocratie moderne                   | 44 403       | 35,53        | 34 349      | 41,62       | 1      |
|                | Parti communiste français                       | 13 798       | 11,04        | 4 770       | 5,78        | 0      |
|                |                                                 |              |              |             |             |        |
| Inscrits       | Inscrits                                        | 151 180      | 100,00       | 105 209     | 100,00      | 3      |
| Abstentions    | Abstentions                                     | 21 164       | 14           | 20 308      | 19,3        |        |
| Votants        | Votants                                         | 130 016      | 86           | 84 901      | 80,7        |        |
| Blancs et nuls | Blancs et nuls                                  | 5 048        | 3,88         | 2 378       | 2,8         |        |
| Exprimés       | Exprimés                                        | 124 968      | 96,12        | 82 523      | 97,2        |        |

### Résultats par circonscription

#### Première circonscription (Laval)
| Candidat       | Candidat              | Parti          | Premier tour | Premier tour | Second tour | Second tour |  |
| Candidat       | Candidat              | Parti          | Voix         | %            | Voix        | %           |  |
| -------------- | --------------------- | -------------- | ------------ | ------------ | ----------- | ----------- |  |
|                | Pierre Buron élu      | UD-Ve          | 16 884       | 36,36        | 19 630      | 43,87       |  |
|                | André Davoust sortant | CD (PDM)       | 16 310       | 35,13        | 15 154      | 33,87       |  |
|                | François Boyer        | FGDS (CIR)     | 8 193        | 17,65        | 9 960       | 22,26       |  |
|                | Jean Primet           | PCF            | 5 044        | 10,86        |             |             |  |
|                |                       |                |              |              |             |             |  |
| Inscrits       | Inscrits              | Inscrits       | 56 750       | 100,00       | 56 751      | 100,00      |  |
| Abstentions    | Abstentions           | Abstentions    | 8 340        | 14,7         | 10 837      | 19,1        |  |
| Votants        | Votants               | Votants        | 48 410       | 85,3         | 45 914      | 80,9        |  |
| Blancs et nuls | Blancs et nuls        | Blancs et nuls | 1 979        | 4,09         | 1 170       | 2,55        |  |
| Exprimés       | Exprimés              | Exprimés       | 46 431       | 95,91        | 44 744      | 97,45       |  |

#### Deuxième circonscription (Château-Gontier)
| Candidat       | Candidat                     | Parti                     | Premier tour | Premier tour | Second tour | Second tour |  |
| Candidat       | Candidat                     | Parti                     | Voix         | %            | Voix        | %           |  |
| -------------- | ---------------------------- | ------------------------- | ------------ | ------------ | ----------- | ----------- |  |
|                | Louis Fourmond sortant réélu | CD (PDM)                  | 16 244       | 41,29        | 19 195      | 50,81       |  |
|                | Jean Bourdon                 | UD-Ve                     | 10 136       | 25,76        | 13 814      | 36,57       |  |
|                | Victor Priou                 | Modérés                   | 6 133        | 15,59        | Retrait     | Retrait     |  |
|                | Lucien Moreau                | PCF                       | 4 864        | 12,36        | 4 770       | 12,63       |  |
|                | Alain Pottier                | Divers droite (Gaulliste) | 1 967        | 5            |             |             |  |
|                |                              |                           |              |              |             |             |  |
| Inscrits       | Inscrits                     | Inscrits                  | 48 462       | 100,00       | 48 458      | 100,00      |  |
| Abstentions    | Abstentions                  | Abstentions               | 7 298        | 15,06        | 9 471       | 19,54       |  |
| Votants        | Votants                      | Votants                   | 41 164       | 84,94        | 38 987      | 80,46       |  |
| Blancs et nuls | Blancs et nuls               | Blancs et nuls            | 1 820        | 4,42         | 1 208       | 3,1         |  |
| Exprimés       | Exprimés                     | Exprimés                  | 39 344       | 95,58        | 37 779      | 96,9        |  |

#### Troisième circonscription (Mayenne)
|                | Bertrand Denis sortant réélu | RI             | 23 454 | 59,84  |  |  |  |
|                | René Ballayer                | CD (PDM)       | 11 849 | 30,23  |  |  |  |
|                | Frédéric Guillou             | PCF            | 3 890  | 9,93   |  |  |  |
|                |                              |                |        |        |  |  |  |
| Inscrits       | Inscrits                     | Inscrits       | 45 968 | 100,00 |  |  |  |
| Abstentions    | Abstentions                  | Abstentions    | 5 526  | 12,02  |  |  |  |
| Votants        | Votants                      | Votants        | 40 442 | 87,98  |  |  |  |
| Blancs et nuls | Blancs et nuls               | Blancs et nuls | 1 249  | 3,09   |  |  |  |
| Exprimés       | Exprimés                     | Exprimés       | 39 193 | 96,91  |  |  |  |